# 4-Acétamidobenzènesulfonamide
Le 4-acétamidobenzènesulfonamide ou acétylsulfanilamide est un composé organique de formule C8H10N2O3S. Il se constitue d'un sulfanilamide dont l'amine en position 4 (para) porte un groupe acétyle. C'est le précurseur direct du sulfanilamide et de ses dérivés les sulfamidés, qui font partie des premiers antibiotiques découverts.

## Synthèse
En présence d'une solution concentrée d'ammoniaque, le chlorure de 4-acétamidobenzènesulfonyle subit une amination. Cette réaction a pour produit final du 4-acétamidobenzènesulfonamide et de l'acide chlorhydrique :
{\displaystyle {\ce {C8H8ClNO3S + NH_{3(aq)}->[{370°C}] C8H10N2O3S + HCl}}}

## Utilisation
En plus de son utilisation dans la synthèse du sulfanilamide, il possède une activité anti-bactérienne.